# Gilda de Oliveira
Gilda Maria de Oliveira (ur. 6 sierpnia 1983) – brazylijska zapaśniczka. Olimpijka z Rio de Janeiro 2016, gdzie zajęła dziesiąte miejsce w kategorii 63 kg.
Zajęła czternaste miejsce na mistrzostwach świata w 2013. Siódma na igrzyskach panamerykańskich w 2015. Zdobyła brązowy medal na mistrzostwach panamerykańskich w 2013. Dwukrotna medalistka igrzysk Ameryki Południowej, złoto w 2014. Mistrzyni Ameryki Południowej w 2015 i druga w 2012 i 2013 roku.